# Rodney Stoke
Rodney Stoke est une paroisse civile et un village du Somerset, en Angleterre.